# 斯特凡納·德內夫
斯特凡纳·德內夫（法語：Stéphane Denève，1971年11月24日—），法國指揮家。現任布魯塞爾廣播愛樂及聖路易交響樂團音樂總監。

## 生平
德内夫生于法国图尔宽，毕业于巴黎音乐学院。曾先后在巴黎管弦乐团担任乔治·索尔蒂的助理指挥，在国立巴黎歌剧团担任乔治·普雷特的助理指挥，在1998年小泽征尔松本音乐节担任小泽征尔的助理指挥。
2005年9月起，德内夫担任皇家苏格兰国家管弦乐团（RSNO）的音乐总监，他带领乐团参加了2006年的逍遥音乐会，并进行了乐团在法国的首次演出。两次延长任期后，德内夫于2011-2012乐季结束时解任RSNO的音乐总监职务。德内夫与RSNO为Naxos和Chandos唱片公司录制了多张唱片。
2009年10月，代替米歇尔·普拉松，德内夫首次客座指挥了斯图加特广播交响乐团。以这次合作为基础，次年3月，乐团宣布了德内夫成为其第六任首席指挥的任命，自2011–2012乐季生效 ，初始合同期为三年。2013年6月宣布延期至2015–2016乐季。德内夫也成为斯图加特广播交响乐团与西南广播电台巴登巴登与弗莱堡交响乐团合并之前的最后一任首席指挥。
2013年11月，德内夫首次客座指挥了布魯塞爾廣播愛樂。 2014年6月，布廣宣布任命德内夫为下一任音乐总监，从2015-2016乐季开始生效。德内夫任内的一项新举措是成立了未来管弦乐曲目中心（CffOR），用于委托创作新作品。2017年，德内夫指挥布廣樂團在伊丽莎白女王大赛的首届大提琴比赛中演出。 德内夫计划在2021-2022演出季结束时结束他在布廣的音乐总监职位。2022年1月，荷兰广播爱乐乐团（RFO）宣布任命德内夫为其下一任首席客座指挥，从2023-2024演出季开始。 德内夫曾在2014年客座指挥过RFO。
1999年，德内夫在圣达菲歌剧院指挥普朗克的《圣衣会修女对话录》首次亮相美国。2003年，他首次客座指挥圣路易斯交响乐团。 2007年，他首次作为客座指挥出现在费城管弦乐团。 2014年4月，费城交响乐团任命德内夫为下一任首席客座指挥，从2014-2015乐季生效。2017年2月，乐团宣布将德内夫的首席客座指挥合同延长至2019-2020乐季。2017年6月，圣路易斯交响乐团任命德内夫为下一任音乐总监，从2019-2020乐季生效，初始合同为3个乐季。2021年3月，圣路易斯交响乐团宣布将德内夫的音乐总监合同延长至2025-2026乐季。

## 个人生活
2007年7月，德内夫与奥萨·马斯特斯（Åsa Masters）在加利福尼亚结婚，他们育有一个女儿阿尔玛（Alma，2008年出生）。
2008年，德内夫获得了赫瑞瓦特大学的荣誉文学博士学位。

## 外部連結
- 官方网站
- 斯特凡納·德內夫的Discogs页面（英文）
- Stéphane Denève （页面存档备份，存于） at IMG Artists